# 李耀厚
李耀厚（1922年—？），山西省临县安业乡人。中华人民共和国政治人物。

## 生平
早年先在西北纺织厂当工人，后从事民兵工作。1941年11月加入中国共产党。西北战役时，带民兵工作团随军北上配合解放军作战。解放军攻占凉城县后，他留下工作。1949年2月，任凉城县二区区长。1950年6月23日至11月26日，任凉一区区委书记、区长。1951年，任凉城法院院长。1954年，任凉城县县长、县委常委、副书记、书记处书记。1956年时，找回遗失多年的鸿茅药酒配方，收归国有。
1961年4月至1963年3月、1965年至1966年10月，两度代理凉城县委书记。任内先后培养了西营子、小窑沟、苜花、菜园子等水保造林典型，进行了大面积绿化，修建了双古城、石门、弓坝河、园子沟等水库。在麦胡图乡、厢黄地乡、程家营乡等开展了打井引洪淤澄等工作。1966年9月，任和林格尔县县委代书记、书记。文化大革命中与刘作山同被打成“刘李反革命集团”，被长期关押囚禁、批斗。文化大革命后期获平反。1972年4月，任清水河县县委书记；1979年夏，任和林格尔县委副书记、革委会代主任，后任乌兰察布盟农委副主任。